# Сукромка
Сукромка (ранее Сухорка) — река в Московской области России, правый приток Яузы. Протекает по территории городского округа Мытищи.
Берёт начало на поле возле деревни Беляниново, питается в основном за счёт подземных родников. У реки имеется приток — река Борисовка.
В месте впадения в Яузу в городе Мытищи образует косу, на которой в XVI веке была построена Церковь Благовещения в Тайнинском и гостевой дворец Ивана Грозного.
По названию реки в городе Мытищи названа улица Сукромка.
Находящаяся на Осташковском шоссе деревня Бородино (раньше называлась Бродино) получила своё наименование из-за того, что рядом с ней находился брод через Сукромку.
В православный праздник Крещение на реке около тайнинской церкви проходят купания в прорубях.